# 光滑悬钩子
光滑悬钩子（学名：Rubus tsangii）是蔷薇科悬钩子属的植物，为中国的特有植物。分布于中国大陆的广西、福建 、广东、云南、浙江、贵州、四川等地，生长于海拔800米至2,500米的地区，多生长于山麓、山坡、河边以及山谷密林中，目前尚未由人工引种栽培。

## 异名
- Rubus linearifolius Hayata
- Rubus tsangii Merr. var. linearifolius (Hayata) Yu et Lu